# Idea kanamarui
Idea kanamarui är en fjärilsart som beskrevs av Shuhei Nomura 1932. Idea kanamarui ingår i släktet Idea och familjen praktfjärilar. Inga underarter finns listade i Catalogue of Life.